# Tân Bình (Tân Uyên, Bình Dương)
Tân Bình is een xã in huyện Tân Uyên, een district in de Vietnamese provincie Bình Dương.
Tân Bình ligt in het noordwesten van het district.
Tân Bình ligt in het zuidelijke deel van het land op ongeveer veertig kilometer ten noorden van Ho Chi Minhstad. 